# ナゴヤハウジングセンター
一般社団法人 ナゴヤハウジングセンター（英語: Nagoya Housing Center of Housing Industries Association）とは、愛知県内で住宅展示場を運営する団体の名称である。
一般社団法人に認定されている。2013年までは社団法人（狭義の分類では特例社団法人）であった。

## 概要
2019年現在は本部を同県名古屋市中区大須に設置している。
1974年4月に社団法人として発足した。社団法人としての設立許可はこれに先立つ同年3月1日である。団体の社団法人化の申請は1973年11月2日である。ただし団体の設立そのものは1971年11月20日付であり、後の法人名と同名の住宅展示場名として、同県名古屋市名東区高針で中日新聞社とプレハブ建築協会中部支部との共同開催の形態でオープンしている。

## 沿革
年月日のうち、日時までが出典で明らかになっているもののみ、日時を記載しているが、それ以外は年および年月までの記載としている。
- 1971年（昭和46年）11月20日 - 愛知県名古屋市名東区高針に、当時中部圏最大の住宅展示場としてナゴヤハウジングセンター高針会場を開設[3]。
  - 以下、会場名の記述には冠である「ナゴヤハウジングセンター」を省略する。
- 1972年（昭和47年） - 同年開業の松坂屋本店「リビンザ」（現在の北館）にセンターの案内所を開設[3]。
- 1974年（昭和49年）4月 - 社団法人ナゴヤハウジングセンター発足[3]。岐阜県にぎふハウジングセンターを開設[3]。
- 1975年（昭和50年）5月 - 名古屋駅西側に駅西会場を開設[3]。
- 1976年（昭和51年）3月 - 高針会場を天白区平針に移転し平針会場とする[3]。同年ぎふハウジングセンターを閉鎖[3]。
- 1977年（昭和52年）3月 - 駅西会場を閉鎖[3]。
- 1978年（昭和53年）10月 - 春日井会場を開設[3]。
- 1980年（昭和55年）4月 - 豊田会場を開設[3]。
- 1985年（昭和60年）11月1日 - 前日10月31日付で平針会場を緑区乗鞍に移転し、同日より緑会場とする[3]。
- 1986年（昭和61年）10月 - 一宮会場を開設[3]。
- 1987年（昭和62年） - 社団法人ナゴヤハウジングセンターが建設大臣表彰を受賞する[3]。
- 1988年（昭和63年）11月1日 - 前日10月31日付で緑会場が天白区植田に移転し、同日より名古屋会場となる[3]。
- 1989年（平成元年） - ナゴヤハウジングセンターの統一マスコットキャラクターを一般公募の上、キャラクター名が「明日家ちゃん」に決定する[3]。
- 1990年（平成2年）9月1日 - 名古屋会場を同日付で植田会場に改称する[3]。同年社団法人ナゴヤハウジングセンターは愛知県知事より感謝状を授与される[3]。
- 1993年（平成5年）4月 - 豊田会場が同市内の竜神町に1度目の移転を実施する（会場の名称は変更せず）[3]。
- 2000年（平成12年）4月 - 春日井会場が同市内の西山町に移転する（会場の名称は変更せず）[3]。
- 2001年（平成13年）4月 - 半田会場を開設[3]。
- 2003年（平成15年）10月 - 植田会場を閉鎖[3]。日進梅森会場を開設[3]。これによりナゴヤハウジングセンター運営の住宅展示場は名古屋市内から撤退。
- 2012年（平成24年）4月 - 豊田会場が同市内の秋葉町に2度目の移転を実施（豊田会場は中旬に営業を終了）し、同月28日に移転先で開場[3]。会場の名称もとよたハウジングガーデンに変更する[3]。
- 2013年（平成25年）4月1日 - 愛知県より一般社団法人移行の許可が下り、一般社団法人ナゴヤハウジングセンターに法人名が変更される[3]。
- 2014年（平成26年） - 本部事務所を日進市梅森から名古屋市中区大須に移転する[3]。
- 2022年（令和4年） - 名古屋モード学園グラフィック学科との産学連携プロジェクトにより、学生の考案したキャラクター「ハウビーちゃん」（モチーフは家とビーバー）を公式マスコットとして採用[4]。

## 住宅展示場所在地
- 日進梅森会場（日進市）[1]
- 春日井会場（春日井市）[1]
- 一宮会場（一宮市）[1]
- 半田会場（半田市）[1]
- とよたハウジングガーデン（豊田市）[1]